# Aulnay (Aube)
Aulnay é uma comuna francesa na região administrativa de Grande Leste, no departamento de Aube. Estende-se por uma área de 10,44 km². Em 2010 a comuna tinha 132 habitantes (densidade: 12,6 hab./km²).